# Parc Nacional de Keoladeo
El Parc Nacional de Keoladeo o Parc Nacional Keoladeo Ghana, abans conegut com el santuari d'Aus Bharatpur a Bharatpur, Rajasthan, Índia, és un famós santuari d'avifauna que alberga milers d'aus, especialment durant la temporada d'estiu. Està inscrit en la llista del Patrimoni de la Humanitat de la UNESCO des del 1985.
Es coneixen més de 230 espècies d'aus que han fet del parc nacional la seva llar. També és un important centre turístic amb desenes d'ornitòlegs que arriben aquí a la temporada hivernal. Va ser declarat santuari protegit el 1971.